# Eriophora edax
Eriophora edax är en spindelart som först beskrevs av John Blackwall 1863.  Eriophora edax ingår i släktet Eriophora och familjen hjulspindlar. Inga underarter finns listade i Catalogue of Life.